# Tonne d'équivalent charbon
Pour l’article homonyme, voir Tonne (homonymie).

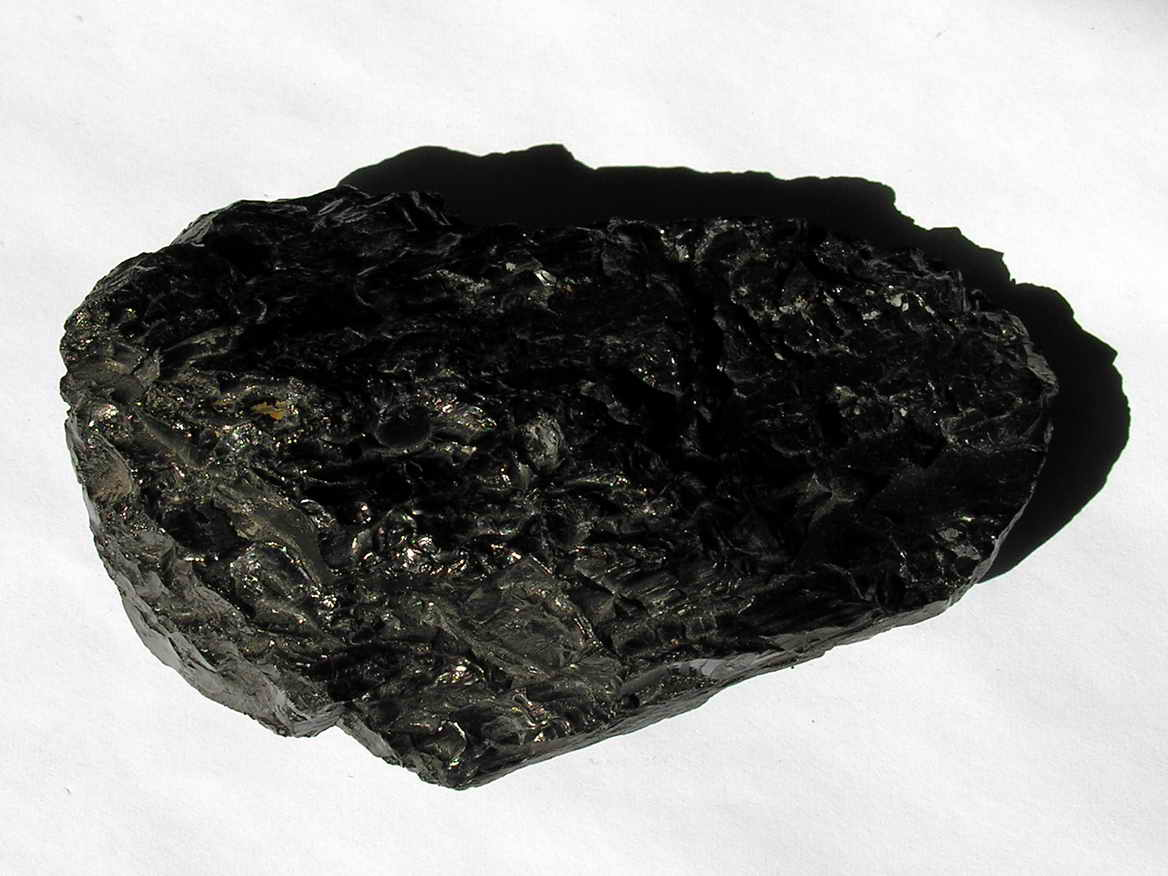
Anthracite.

La tonne d'équivalent charbon, de symbole tec, est une unité d'énergie. 1 tec correspond au pouvoir calorifique inférieur (pci) d’une tonne de charbon, et dépendait initialement du charbon de référence. Aujourd’hui, un tec vaut conventionnellement 7 Gcal, soit 29,307 60 GJ. Cette unité est couramment utilisée dans l'industrie du charbon ; elle correspond à 1 tec = 8,141 MWh et 1 tec = 11 061 CHh.